# Бильдт, Карл
Нильс Даниель Карл Бильдт (швед. Nils Daniel Carl Bildt; род. 15 июля 1949) — шведский политик и дипломат, премьер-министр Швеции с 1991 по 1994 год, лидер Умеренной коалиционной партии Швеции с 1986 по 1999 год. В 1995—1997 годах занимал пост спецпредставителя ЕС в бывшей Югославии и Верховного представителя в Боснии и Герцеговине, в 1999—2001 годах был специальным посланником Генерального секретаря ООН на Балканах. С 2006 по 2014 год являлся министром иностранных дел Швеции. С 2022 состоит в попечительском совете Free Russia Foundation.
Среди его предков были министры, начальники Генштаба, дипломаты. А его прапрадед — барон Гиллис Бильдт — в 80-е гг. XIX в. был премьер-министром Швеции.

## Начало карьеры
В начале карьеры Карл Бильдт занимал пост председателя конфедерации шведских консервативных и либеральных студентов. В 1979 году стал членом парламента. Будучи депутатом, Карл Бильдт активно вступал в острые дебаты по вопросам международной политики, выступал против Улофа Пальме, который на тот момент являлся премьер-министром. В 1986 году Карл Бильдт был избран лидером правоцентристской Умеренной коалиционной партии. С 1991 по 1994 год являлся премьер-министром Швеции. Во время его правительство начались переговоры по вопросам вступления Швеции в Европейский союз. И Бильдт подписал в июле 1994 года договор о вступлении в ЕС.
Карл Бильдт — один из первых политиков, ставших активно использовать сеть интернет. Так, 4 февраля 1994 года он отправил электронное письмо президенту США Биллу Клинтону, что стало первым подобным посланием на межправительственном уровне. В письме он поддерживал решение Клинтона о снятии экономического эмбарго с Вьетнама. Позднее Бильдт начал широко использовать Twitter. Он также стал активным блогером, начав свой первый блог в феврале 2005 года. Впоследствии его блог превратился в один из самых читаемых политических блогов в Швеции. В 2008 году Карл Бильд открыл свой канал на YouTube.
Карл Бильдт известен также своей резкой критикой Израиля и России. Согласно обвинениям нынешнего[какого?] правительства Грузии, его позиция объясняется тем, что в период руководства консалтинговой компанией Kreab Карл Бильдт получал взятки от Михаила Саакашвили. В то же время пресс-секретарь Карла Бильдта Эрик Сига заявил, что Бильдт никогда не был вовлечен ни в какую-либо активность Kreab, имеющую отношение к Грузии, ни в консультирование грузинского правительства через Kreab, и напомнил, что, будучи министром, Бильдт критиковал использование судебной системы в период правления Саакашвили для подавления политической оппозиции в Грузии.
В 2008—2012 годах экспертом Карла Бильдта по восточноевропейским делам являлась активистка молодёжной организации УКП албанского происхождения Арба Кокалари, известная своими евроинтеграционными взглядами, антикоммунизмом, поддержкой движений Арабской весны и белорусской оппозиции, негативным отношением к европейской политике РФ.

## Отношение к России
Как многолетний лидер шведских правых, с начала своей политической карьеры жёстко выступал против России. Его антироссийская риторика существенно ослабла в период, когда Карл Бильдт стал акционером портфельной компании «Vostok Nafta», зарегистрированной в оффшорной зоне на Бермудских островах и портфель которой в 2006 году имел структуру: «Газпром» — 90,83 %, «Роснефть» — 2,31 %, ТНК-ВР — 2,21 %). В 2001 году он был избран в правление компании. Участие в делах этого инвестора на российском рынке оказалось удачным — чистая прибыль компании за первое полугодие 2006 года достигла без малого 900 млн долларов, и Бильдт резко снизил свою антироссийскую риторику. Подобное поведение министра иностранных дел вызвало резкую критику оппозиционной среды в Швеции и была поддержана премьер-министром Швеции Фредриком Райнфельдом, в результате чего Бильдт был вынужден продать свою долю собственности в «Vostok Nafta». Его антироссийская риторика возобновилась с новой силой.
В 2014 году на фоне конфликта в Донбассе и гражданской войны в Сирии Карл Бильдт заявил, что Владимир Путин строит современное российское государство, руководствуясь во внутренней и внешней политике именно православными, а не общемировыми ценностями. Бильдт также отметил, что Путин таким образом хочет создать противовес декадентской культуре некоторых государств Западной Европы и уже успел благодаря своей политике заручиться полной поддержкой православного населения Сирии. Ряд СМИ, однако, переврали высказывание Бильдта до неузнаваемости и приписали ему утверждение, что православие якобы является более серьёзной угрозой для западной культуры (в том числе для ЛГБТ-сообщества), чем исламский терроризм. Шведское радио официально опровергло подобные слухи и заявило, что Бильдт никогда подобного не говорил в жизни, обвинив в создании утки СМИ Черногории.
Бильдт выступает за применение военной силы для сдерживания России и недопущения возврата стран Восточной Европы в зону влияния России, считая реваншистскую внешнюю политику России серьёзной угрозой. С 2022 состоит в попечительском совете Free Russia Foundation.

## Подозрения в причастности к убийствам и депортациям на юге Судана
С 1997 по 2003 год Карл Бильдт состоял членом совета директоров нефтяной компании «Lundin Oil» (ныне «Lundin Petrolium»), подозреваемой в причастности к гибели 10 тысяч и депортации около 200 тысяч человек из южной части Судана. В этой связи в Стокгольме было начато расследование. Лидеры оппозиции в парламенте потребовали ухода министра иностранных дел в отставку.

## Wikileaks
После обнародования WikiLeaks секретных дипломатических документов выяснилось, что американские дипломаты считали Бильдта «упрямым», «самоуверенным» и имеющим «ограниченные дипломатические способности». Бильдт описывался как человек, воображающий, что он обладает бо́льшим весом и влиянием, чем на самом деле, и сравнивался со «среднего размера собакой с повадками большой».

## Награды
- Кавалер Большого креста ордена Великого князя Литовского Гядиминаса (26 июня 2009 года)[20]
- Памятный знак за личный вклад в развитие трансатлантических отношений Литвы и по случаю приглашения Литовской Республики в НАТО (12 февраля 2003 года, Литва)[21].
- Орден Креста земли Марии I класса (30 мая 1996 года, Эстония)[22].
- Орден Белой звезды I класса (4 февраля 2015 года, Эстония)[23].
- Кавалер Большого креста ордена «За заслуги перед Итальянской Республикой» (24 марта 2009 года)[24]
- Орден князя Ярослава Мудрого II степени (Украина, 22 августа 2016 года) — за весомый личный вклад в укрепление международного авторитета Украинского государства, популяризацию её исторического наследия и современных достижений и по случаю 25-й годовщины независимости Украины[25].
- Медаль Балтийской ассамблеи (21 октября 2010 года)[26].